# Siergiej Nikołajew
Siergiej Lwowicz Nikołajew (ros. Сергей Львович Николаев, ur. 25 grudnia 1954 w Nowosybirsku) – rosyjski językoznawca, specjalista w zakresie lingwistyki historyczno-porównawczej oraz akcentologii i dialektologii słowiańskiej. Jest przedstawicielem moskiewskiej szkoły komparatystyki.
Jego dorobek obejmuje prace poświęcone indoeuropeistyce, nostratyce, akcentologii i gwaroznawstwu slawistycznemu.
W 1986 r. został zatrudniony w Instytucie Slawistyki i Bałkanistyki Rosyjskiej Akademii Nauk. W 1992 r. obronił rozprawę doktorską.